# Hannover Indians
Hannover Indians (celým názvem: Eislaufclub Hannover Indians) je německý klub ledního hokeje, který sídlí ve městě Hannover ve spolkové zemi Dolní Sasko. Založen byl v roce 1948 pod názvem ESG Hannover (Eissportgesellschaft). Svůj současný název nese od roku 2004. Poslední účast v nejvyšší soutěži se datuje k sezóně 1995/96. Od sezóny 2013/14 působí v Eishockey-Oberlize Nord, třetí německé nejvyšší soutěži ledního hokeje. Klubové barvy jsou modrá, bílá a červená.
Své domácí zápasy odehrává v Eisstadion am Pferdeturm s kapacitou 4 328 diváků.

## Historické názvy
Zdroj:
- 1948 – ESG Hannover (Eissportgesellschaft Hannover)
- 1956 – fúze s Hannoverschen RSC ⇒ RESG Hannover (Roll- und Eissportgesellschaft Hannover)
- 1963 – EC Hannover (Eislaufclub Hannover)
- 1984 – EC in Hannover (Eislaufclub in Hannover)
- 1998 – Kleefelder EV Hannover (Kleefelder Eissportverein Hannover)
- 2004 – EC Hannover Indians (Eislaufclub Hannover Indians)

## Přehled ligové účasti
Stručný přehled
Zdroj:
- 1961–1965: Eishockey-Gruppenliga Nord (3. ligová úroveň v Německu)
- 1965–1966: Eishockey-Regionalliga West (3. ligová úroveň v Německu)
- 1966–1967: Eishockey-Regionalliga Nord (3. ligová úroveň v Německu)
- 1967–1970: Eishockey-Oberliga Nord (2. ligová úroveň v Německu)
- 1970–1971: Eishockey-Oberliga (2. ligová úroveň v Německu)
- 1971–1973: Eishockey-Regionalliga Nord (3. ligová úroveň v Německu)
- 1973–1981: Eishockey-Oberliga Nord (3. ligová úroveň v Německu)
- 1981–1982: 2. Eishockey-Bundesliga (2. ligová úroveň v Německu)
- 1982–1983: Eishockey-Oberliga Nordwest (3. ligová úroveň v Německu)
- 1983–1985: Eishockey-Regionalliga Nord (4. ligová úroveň v Německu)
- 1985–1988: Eishockey-Oberliga Nord (3. ligová úroveň v Německu)
- 1988–1994: 2. Eishockey-Bundesliga (2. ligová úroveň v Německu)
- 1994–1996: Deutsche Eishockey Liga (1. ligová úroveň v Německu)
- 1996–1998: 1. Eishockey-Liga Nord (2. ligová úroveň v Německu)
- 1998–1999: Eishockey-Regionalliga Nord (5. ligová úroveň v Německu)
- 1999–2001: Eishockey-Oberliga Nord (3. ligová úroveň v Německu)
- 2001–2002: Eishockey-Regionalliga Nordost (4. ligová úroveň v Německu)
- 2002–2007: Eishockey-Oberliga (3. ligová úroveň v Německu)
- 2007–2009: Eishockey-Oberliga Nord (3. ligová úroveň v Německu)
- 2009–2013: 2. Eishockey-Bundesliga (2. ligová úroveň v Německu)
- 2013– : Eishockey-Oberliga Nord (3. ligová úroveň v Německu)

Jednotlivé ročníky
Zdroj:
Legenda: ZČ - základní část, červené podbarvení - sestup, zelené podbarvení - postup, fialové podbarvení - reorganizace, změna skupiny či soutěže
| Německo (1961 – ) |                         |           |           |                                         |                        |
| Sezóny            | Soutěž                  | Úroveň    | ZČ        | Play-off                                | Poznámky               |
| 1961/62           | Gruppenliga Nord        | 3. úroveň | 2. místo  | Finálová skupina (3. místo)             |                        |
| 1962/63           | Gruppenliga Nord        | 3. úroveň | 2. místo  | Finálová skupina (2. místo)             |                        |
| 1963/64           | Gruppenliga Nord        | 3. úroveň | 2. místo  | Finálová skupina (3. místo)             |                        |
| 1964/65           | Gruppenliga Nord        | 3. úroveň | 3. místo  |                                         | Reorganizace           |
| 1965/66           | Regionalliga West       | 3. úroveň | 2. místo  | 2. kolo, sk. Nord/West (2. místo)       |                        |
| 1966/67           | Regionalliga Nord       | 3. úroveň | 1. místo  | Finále                                  | Postup                 |
| 1967/68           | Oberliga Nord           | 2. úroveň | 5. místo  | Baráž o Oberligu Nord (3. místo)        |                        |
| 1968/69           | Oberliga Nord           | 2. úroveň | 6. místo  | Baráž o Oberligu Nord (1. místo)        |                        |
| 1969/70           | Oberliga Nord           | 2. úroveň | 5. místo  | Baráž o Oberligu Nord (1. místo)        |                        |
| 1970/71           | Oberliga                | 2. úroveň | 16. místo |                                         | Sestup                 |
| 1971/72           | Regionalliga Nord       | 3. úroveň | 4. místo  |                                         |                        |
| 1972/73           | Regionalliga Nord       | 3. úroveň | 3. místo  |                                         | Reorganizace           |
| 1973/74           | Oberliga Nord           | 3. úroveň | 1. místo  | Baráž o 2. Bundesligu (2. místo)        |                        |
| 1974/75           | Oberliga Nord           | 3. úroveň | 2. místo  | Baráž o 2. Bundesligu, sk. 2 (3. místo) |                        |
| 1975/76           | Oberliga Nord           | 3. úroveň | 5. místo  | Finálová skupina (5. místo)             |                        |
| 1976/77           | Oberliga Nord           | 3. úroveň | 4. místo  | Finálová skupina (4. místo)             |                        |
| 1977/78           | Oberliga Nord           | 3. úroveň | 4. místo  | Finálová skupina (3. místo)             |                        |
| 1978/79           | Oberliga Nord           | 3. úroveň | 1. místo  | Baráž o 2. Bundesligu (4. místo)        |                        |
| 1979/90           | Oberliga Nord           | 3. úroveň | 1. místo  | Baráž o 2. Bundesligu, sk. 1 (4. místo) |                        |
| 1980/81           | Oberliga Nord           | 3. úroveň | 2. místo  | Baráž o 2. Bundesligu, sk. 1 (2. místo) | Postup                 |
| 1981/82           | 2. Bundesliga Nord      | 2. úroveň | 7. místo  |                                         | Odstoupení             |
| 1982/83           | Oberliga Nordwest       | 3. úroveň | 7. místo  |                                         | Sestup                 |
| 1983/84           | Regionalliga Nord       | 4. úroveň | 1. místo  | Kvalifikace o finále (prohra)           |                        |
| 1984/85           | Regionalliga Nord       | 4. úroveň | 3. místo  | Baráž o Oberligu Nord, sk. 2 (4. místo) | Postup                 |
| 1985/86           | Oberliga Nord           | 3. úroveň | 8. místo  | Baráž o Oberligu Nord, sk. 2 (1. místo) |                        |
| 1986/87           | Oberliga Nord           | 3. úroveň | 4. místo  | Baráž o 2. Bundesligu Nord (8. místo)   |                        |
| 1987/88           | Oberliga Nord           | 3. úroveň | 2. místo  | Baráž o 2. Bundesligu Nord (5. místo)   | Postup                 |
| 1988/89           | 2. Bundesliga Nord      | 2. úroveň | 7. místo  | Baráž o 2. Bundesligu Nord (2. místo)   |                        |
| 1989/90           | 2. Bundesliga Nord      | 2. úroveň | 6. místo  | Baráž o 2. Bundesligu Nord (2. místo)   |                        |
| 1990/91           | 2. Bundesliga Nord      | 2. úroveň | 3. místo  | Finálová skupina (3. místo)             |                        |
| 1991/92           | 2. Bundesliga Nord      | 2. úroveň | 3. místo  | Finálová skupina (6. místo)             |                        |
| 1992/93           | 2. Bundesliga           | 2. úroveň | 6. místo  | Čtvrtfinále                             |                        |
| 1993/94           | 2. Bundesliga           | 2. úroveň | 6. místo  | Čtvrtfinále                             | Postup                 |
| 1994/95           | Deutsche Eishockey Liga | 1. úroveň | 14. místo | Osmifinále                              |                        |
| 1995/96           | Deutsche Eishockey Liga | 1. úroveň | 16. místo | Osmifinále                              | Odstoupení             |
| 1996/97           | 1. Eishockey-Liga Nord  | 2. úroveň | 5. místo  | Osmifinále                              |                        |
| 1997/98           | 1. Eishockey-Liga Nord  | 2. úroveň | 2. místo  | Finálová skupina (10. místo)            | Insolvence; odstoupení |
| 1998/99           | Regionalliga Nord       | 5. úroveň | ?. místo  |                                         | Reorganizace           |
| 1999/00           | Oberliga Nord           | 3. úroveň | 7. místo  | Předkolo                                |                        |
| 2000/01           | Oberliga Nord           | 3. úroveň | 9. místo  | Předkolo                                | Odstoupení             |
| 2001/02           | Regionalliga Nordost    | 4. úroveň | ?. místo  |                                         | Postup                 |
| 2002/03           | Oberliga Südost         | 3. úroveň | 8. místo  | Skupina o udržení (3. místo)            |                        |
| 2003/04           | Oberliga Nordost        | 3. úroveň | 4. místo  | Čtvrtfinále                             |                        |
| 2004/05           | Oberliga Nordost        | 3. úroveň | 5. místo  | Semifinále                              |                        |
| 2005/06           | Oberliga                | 3. úroveň | 3. místo  | Finále                                  |                        |
| 2006/07           | Oberliga                | 3. úroveň | 5. místo  | Čtvrtfinále                             |                        |
| 2007/08           | Oberliga Nord           | 3. úroveň | 3. místo  | Čtvrtfinále                             |                        |
| 2008/09           | Oberliga Nord           | 3. úroveň | 1. místo  | Vítěz, Nord                             | Postup                 |
| 2009/10           | 2. Bundesliga           | 2. úroveň | 13. místo | Play-out, 2. kolo (výhra)               |                        |
| 2010/11           | 2. Bundesliga           | 2. úroveň | 9. místo  | Předkolo                                |                        |
| 2011/12           | 2. Bundesliga           | 2. úroveň | 8. místo  | Čtvrtfinále                             |                        |
| 2012/13           | 2. Bundesliga           | 2. úroveň | 11. místo |                                         | Insolvence; odstoupení |
| 2013/14           | Oberliga Nord           | 3. úroveň | 3. místo  |                                         |                        |
| 2014/15           | Oberliga Nord           | 3. úroveň | 1. místo  | Čtvrtfinále                             |                        |
| 2015/16           | Oberliga Nord           | 3. úroveň | 3. místo  | Čtvrtfinále                             |                        |
| 2016/17           | Oberliga Nord           | 3. úroveň | 9. místo  | Čtvrtfinále                             |                        |
| 2017/18           | Oberliga Nord           | 3. úroveň | 6. místo  | Osmifinále                              |                        |
| 2018/19           | Oberliga Nord           | 3. úroveň |           |                                         |                        |